# ビッグヨーサン
ビッグヨーサンは、神奈川県中部と東京都多摩南部を中心に店舗展開しているスーパーチェーンである。本社は東京都町田市。

## 概要
主に生鮮食品などを中心とするスーパーマーケットとして1981年（昭和56年）6月2日に株式会社ナルセ十字屋として設立され、同月に現在の成瀬店を開設した。
1985年（昭和60年）2月に現在の商号である株式会社ビッグヨーサンへ変更している。

## 年表
- 1981年（昭和56年）6月2日 - 株式会社ナルセ十字屋設立[1]。
- 1985年（昭和60年）2月 - 株式会社ビッグヨーサンへ社名変更[1]。

## 店舗
運営店舗一覧
東京都に2店舗、神奈川県に6店舗、グルメモール2店舗、飲食店2店舗運営している。成瀬店を本店としている。

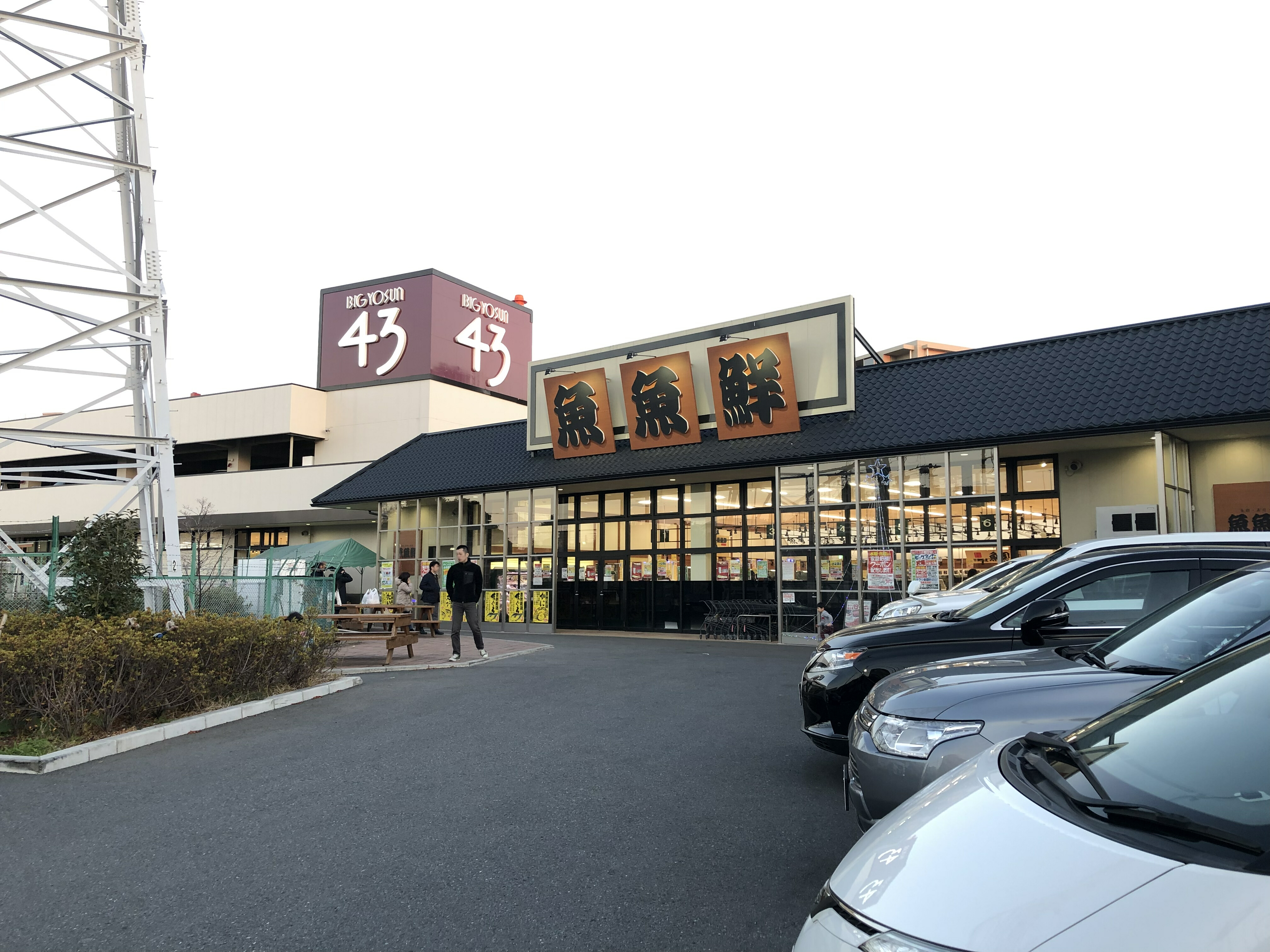
魚々鮮鶴見店

## テーマ曲
オリジナル曲を作成しており、店舗内でBGMとして再生している。ラジオのニッポン放送で同曲を使用したCMを放送している。

## テレビ番組
- 日経スペシャル ガイアの夜明け 崖っぷち!築地魚河岸 冬の陣 〜市場再生に立ち上がる男たち〜（2005年1月11日、テレビ東京）[2] - 水産物の仕入れを取材。